# Tilegen Majdos
Tilegen Majdos (Kazachs: Тілеген Майдос) (Öskemen, 10 juni 1993) is een Kazachs wielrenner die in 2015 reed voor Vino 4-ever.

## Carrière
Als junior werd Majdos onder meer derde in het eindklassement van de Ronde van Basilicata, waar hij in 2011 alle vier etappes bij de beste zeven renners eindigde. Een jaar later werd hij, als belofterenner, zestiende in het eindklassement van de Ronde van Azerbeidzjan en zeventiende op het nationale kampioenschap op de weg bij de elite.
In 2013 werd Majdos opgenomen in de selectie van Continental Team Astana, de opleidingsploeg van Astana. In zijn eerste seizoen werd hij onder meer negende in de Ronde van Slovenië en derde op het nationale wegkampioenschap. In 2015, toen hij onder contract stond bij Vino 4-ever, werd hij zevende op het Aziatische kampioenschap voor beloften.

## Ploegen
- 2013 –  Continental Team Astana
- 2014 –  Continental Team Astana
- 2015 –  Vino 4-ever

Axmetov · Ayazbajev · Benfatto · Bïjigitov · Davïdenok · Fedosejev · Gackïy · Galejev · Ïşanov · Koelimbetov · Majdos · Okïşev · Panassenko · Pernebekov · Qojatajev · Rive · Scartezzini · Semenov · Şemyakïn